# 莱奥纳尔多·德普拉诺
莱奥纳尔多·德普拉诺（義大利語：Leonardo Deplano，1999年7月21日—），意大利男子游泳运动员，2021年世界短池游泳锦标赛男子4×50米自由泳接力金牌得主、男子4×100米自由泳接力银牌得主、混合4×50米混合泳接力铜牌得主、2022年世界短池游泳锦标赛男子4×100米自由泳接力和男子4×50米混合泳接力金牌得主、男子4×50米自由泳接力银牌得主、2023年世界游泳锦标赛男子4×100米自由泳接力银牌得主。